# Афроазијски језици
Афроазијски језици (познати и као афразијски језици, семитскохамитски језици, хамитскосемитски језици, или еритрајски), породица језика су коју чине неких 240 језика, које говори 285 милиона говорника, широм северне и источне Африке, Сахела и југозападне Азије. Са изузетком семитског, који се такође говори у Западној Азији и на Малти, све гране афроазијске породице се говоре искључиво на афричком континенту.
Афроазијски језици имају преко 500 милиона изворних говорника, што је четврти највећи број изворних говорника у било којој породици језика (после индоевропске, кинеско-тибетанске и нигер-конгошке). Овај тип има шест грана: берберски, чадски, кушитски, египатски, семитски и омотски, међутим укључивање омотског остаје контроверзно, а неколико лингвиста га види као независну језичку породицу, која је била у дуготрајном контакту са афроазијским језицима. Далеко најраспрострањенији афроазијски језик или дијалекатски континуум је арапски. Де факто група различитих језичких варијетета унутар семитског огранка, језици који су еволуирали од протоарапског имају око 313 милиона изворних говорника, концентрисаних првенствено на Блиском истоку и Северној Африци.
Поред језика који се данас говоре, афроазијски укључује неколико важних древних језика, као што је староегипатски, који чини посебну грану породице, и унутар семитске породице, акадски, библијски хебрејски и староарамејски. Не постоји консензус међу историјским лингвистима у погледу првобитне домовине афроазијске породице, или периода када се говорио матерњи језик (тј. протоафроазијски). Предложене локације укључују Рог Африке, Северну Африку, Источну Сахару и Левант.

## Класификација
Међу потпородицама ових језика су:
- Семитски језици
- Египатски језици
- Берберски језици
- Кушитски језици
- Омотски језици
- Чадски језици